# Zentralnachweisstelle
Die Zentralnachweisstelle (ZNS) war eine Einrichtung des Bundesarchives. 
Sie wurde zum 31. Dezember 2005 planmäßig aufgelöst. Bis 1983 war Rudolf Absolon Leiter der ZNS.

## Geschichte
Die Personalakten der früheren Reichswehr und Wehrmacht, die nach dem Ende des Zweiten Weltkrieges auf dem Gebiet der Bundesrepublik noch erhalten waren, wurden zunächst in Dortmund, später im Personenstandsarchiv II des Landes Nordrhein-Westfalen in Aachen-Kornelimünster zusammengetragen.
1955 gingen die erhaltenen personenbezogenen Unterlagen der ehemaligen Angehörigen des deutschen Heeres und der Luftwaffe, der Waffen-SS, des Reichsarbeitsdienstes und anderer Organisationen (z. B. Organisation Todt, Nachrichtenhelferinnen) sowie das überlieferte wehrmachtgerichtliche Schriftgut aller Wehrmachtteile an das Bundesarchiv über, das damit jedoch nur über eine „Teilmenge“ der personenbezogenen Unterlagen militärischer Provenienz verfügte.

## Funktion
Die Zentralnachweisstelle war für einen wesentlichen Teil der Überlieferung personenbezogener Unterlagen im militärischen Kontext verantwortlich.
Ihre ursprüngliche Aufgabe beschreibt die ZNS wie folgt:
Beschäftigungs- und Versicherungsnachweise für Angehörige von Wehrmacht und Waffen-SS, aber auch von Reichsarbeitsdienst und Organisation Todt (bzw. deren Hinterbliebene) zu erstellen und sich bei Bedarf auch gutachtlich hierzu zu äußern; neben dieser individuelle Rechtsansprüche sichernden Aufgabe stellte die ZNS Informationen für die Strafverfolgung von NS-Tätern zur Verfügung.
Aufgrund ihrer besonderen Aufgaben gehörte die ZNS organisatorisch zur zentralen Verwaltungsabteilung (Z) des Bundesarchivs. Allerdings war sie der Fachaufsicht der Abteilung Militärarchiv (MA) unterstellt.